# Декларация митрополита Сергия
Деклара́ция митрополи́та Се́ргия (также Декларация 1927 года, официальное название «Послание Заместителя Патриаршего Местоблюстителя митрополита Нижегородского Сергия и Временного Патриаршего Священного Синода архипастырям, пастырям и всем верным чадам Всероссийской Православной Церкви») — документ, официально изданный фактическим управляющим Русской православной церкви Заместителем Патриаршего Местоблюстителя митрополитом Нижегородским Сергием (Страгородским) и Временным Патриаршим Священным Синодом при нём, датированный 16/29 июля 1927 года.
Документ помимо митрополита Сергия (Страгородского) подписали 8 членов Временного Патриаршего Священного Синода: митрополит Тверской Серафим (Александров), архиепископ Вологодский Сильвестр (Братановский), управляющий Новгородской епархией архиепископ Хутынский Алексий (Симанский), архиепископ Самарский Анатолий (Грисюк), архиепископ Вятский Павел (Борисовский), управляющий Московской епархией архиепископ Звенигородский Филипп (Гумилевский), управляющий Харьковской епархией епископ Сумский Константин (Дьяков), епископ Серпуховской Сергий (Гришин).
«Послание» было напечатано в виде листовки тиражом 5 тысяч экземпляров для рассылки по приходам, очень многие, если не большинство, из церковных людей ознакомились с «Посланием» после того, как 18 августа того же года документ был опубликован в газете «Известия». При этом практически все, кто читал документ в газете, читал и сопроводительную статью редакции, выдержанную в духе официальной советской пропаганды того времени, что не могло не накладывать отпечаток на восприятие «Послания». Так, по-своему «крылатой» стала фраза из этой статьи о «перекрашивании тихоновцев в советские цвета».
Сразу же после публикации «Послание» вызвало ожесточённые споры как среди духовенства в СССР, так и в русской эмиграции. В ходе полемики, разгоревшейся после появления данного документа, в обиход вошло название «Декларация», которое и закрепилось затем в церковно-исторической литературе.

## Предыстория появления
После принятия в январе 1918 года декрета Совета народных комиссаров РСФСР «Об отделении церкви от государства и школы от церкви» регистрируемые в местных органах власти низовые религиозные общины сохранили определённые юридические права; епархиальные органы церковного управления вначале признавались властями сначала как «частные учреждения», без прав юридического лица, но позднее они были лишены и этого статуса; Центральное церковное управление — патриарх и Синод — не получили никакого государственного признания и регистрации. Несмотря на это, в первые послереволюционные годы формальное отсутствие законного статуса у высшей и епархиальной церковной власти не имело значительных последствий, их деятельность была вполне открытой.
Однако в начале 1922 года, когда была начата кампания по изъятию церковных ценностей, а обновленцы при поддержке государственных органов пытались захватить высшую церковную власть, отсутствие легального статуса у высших и епархиальных структур православной Церкви приобрело особое значение. Советские власти настаивали на том, что органы центрального и епархиального управления Патриаршей Церкви не имеют должной регистрации и, следовательно, являются незаконными. При этом образованное в мае 1922 года обновленческое «Высшее церковное управление» было беспрепятственно зарегистрировано. Сразу получил официальную регистрацию и «Временный высший церковный совет», созданный в декабре 1925 года иерархами, уклонившимися в так называемый григорианский раскол. Обвинение в «незаконной деятельности», например в организации епархиальной канцелярии, часто служило поводом для высылки архиереев за пределы епархии. Отсутствие регистрации в государственных органах создавало всё более серьёзные проблемы для Церкви. Это делало получение официального статуса желательным для многих церковных деятелей, что использовалось органами государственной власти для давления на православных иерархов с целью добиться от них уступок.
Первоначальный проект подобного документа был направлен в НКВД 10 июня 1926 года Заместителем Патриаршего Местоблюстителя митрополитом Сергием (Страгородским), который подал его вместе с просьбой о легализации Высшего церковного управления: о регистрации канцелярии Заместителя Местоблюстителя и епархиальных советов, о разрешении проводить архиерейские Соборы, издавать церковный журнал. Одновременно проект обращения к всероссийской пастве был разослан по епархиям. В проекте подчёркивалась лояльность Церкви к государственной власти, но в отличие от обновленческих манифестов не затушёвывалась пропасть между атеистическим материализмом и христианством. Отделение Церкви от государства интерпретировалось как гарантия невмешательства Церкви в политику, а государственной власти — во внутрицерковные дела. Проект вызвал одобрение в церковной среде, однако правительственные органы сочли его совершенно неудовлетворительным. Ходатайство Заместителя Патриаршего Местоблюстителя о легализации было отвергнуто.
Во время пребывания в тюрьме митрополита Сергия (Страгородского) представители государственных органов продолжали обсуждение с ним условий, на которых власти были согласны легализовать Патриаршую Церковь. Помимо декларации лояльности к советской власти и осуждения враждебных по отношению к ней выступлений внутри страны и за рубежом от церковной власти требовали прещений эмигрантскому духовенству, согласования кандидатов на архиерейские кафедры с НКВД, увольнения на покой или даже запрещения в священнослужении арестованных архиереев с прекращением их поминовения за богослужением, обязательного поминовения на литургии гражданской власти. В свою очередь митрополит Сергий настаивал на легализации высшего и епархиального церковного управления, на получении разрешения на созыв Поместного Собора и на выборы Патриарха, на освобождении заключённых и сосланных священнослужителей, на разрешении восстановить духовные школы и издавать церковный журнал.

## Содержание
- «Послание» отмечало стремление Патриарха Тихона «поставить нашу Православную Русскую церковь в правильные отношения к Советскому правительству и тем дать Церкви возможность вполне законного и мирного существования», и что «если бы неожиданная кончина не прекратила его святительских трудов, он довёл бы дело до конца».
- Этому мешали «разные обстоятельства, а главным образом, выступления зарубежных врагов Советского государства», в том числе деятелей Церкви, что вызывало «естественное и справедливое недоверие правительства к церковным деятелям вообще».
- «Послание» информировало, что «жребий быть временным Заместителем Первосвятителя нашей Церкви опять пал на меня, недостойного митрополита Сергия (Страгородского), а вместе со жребием пал на меня и долг продолжать дело Почившего».
- Учреждение Временного патриаршего священного синода при митрополите Сергии объявляется плодом этих усилий, благодаря чему «укрепляется надежда на приведение всего нашего церковного управления в должный строй и порядок, возрастает и уверенность в возможности мирной жизни и деятельности нашей в пределах закона».
- «Послание» отмечает, что «когда мы почти у самой цели наших стремлений, выступления зарубежных врагов не прекращаются: убийства, поджоги, налёты, взрывы и им подобные явления подпольной борьбы у нас всех на глазах. Всё это нарушает мирное течение жизни, создавая атмосферу взаимного недоверия и всяческих подозрений». Именно поэтому в интересах самой Церкви «показать, что мы, церковные деятели, не с врагами нашего Советского государства и не с безумными орудиями их интриг, а с нашим народом и с нашим правительством». Именно для засвидетельствования этого и было написано «Послание».
- «Послание» информирует, что «в мае текущего года по моему приглашению и с разрешения власти, организовался Временный при Заместителе Патриарший Священный Синод». Отмечается, что ходатайство «о разрешении Синоду начать деятельность по управлению Православной Всероссийской Церковью увенчалось успехом». В связи с этим констатируется, что «наша Православная Церковь в Союзе имеет не только каноническое, но и по гражданским законам вполне легальное центральное управление; а мы надеемся, что легализация постепенно распространится и на низшее наше церковное управление: епархиальное, уездное и так далее».
- В связи этим подписанты «Послания» возносят «наши благодарственные молитвы ко Господу, тако благоволившему о святой нашей Церкви», в также всенародно выражают «нашу благодарность и Советскому правительству за такое внимание к духовным нуждам православного населения», заверяя правительство, что не употребят «во злое оказанного нам доверия».
- Подписанты «Послания» констатировали, что «нужно не на словах, а на деле показать, что верными гражданами Советского Союза, лояльными к Советской власти, могут быть не только равнодушные к Православию люди, не только изменники ему, но и самые ревностные приверженцы его, для которых оно дорого, как истина и жизнь, со всеми его догматами и преданиями, со всем его каноническим и богослужебным укладом. Мы хотим быть православными и в то же время сознавать Советский Союз нашей гражданской Родиной, радости и успехи которой — наши радости и успехи, а неудачи — наши неудачи. Всякий удар, направленный в Союз, будь то война, бойкот, какое-нибудь общественное бедствие или просто убийство из-за угла, подобное варшавскому (имеется ввиду убийство Войкова[5]), сознаётся нами, как удар, направленный в нас. Оставаясь православными, мы помним свой долг быть гражданами Союза „не только из страха наказания, но и по совести“, как учил нас Апостол (Рим. 13, 5)». Хотя здесь говорилось о тождестве Церкви и гражданской родины, эту фразу критики митрополита Сергия переиначили в выражение: «Ваши радости — наши радости», утверждая, что авторы «Декларации» приветствуют успехи советского правительства, в том числе и успехи по искоренению Церкви.
- «Послание» констатирует, что как в первые годы советской власти, так и к моменту появления «Послания» устроению церковной жизни на началах лояльности мешало «недостаточное сознание всей серьёзности совершившегося в нашей стране», так как «учреждение советской власти многим представлялось недоразумением, случайным и поэтому недолговечным. Забывали люди, что случайности для христианина нет, и что в совершившемся у нас, как везде и всегда, действует та же Десница Божия, неуклонно ведущая каждый народ к предназначенной ему цели. Таким людям, не желающим понять „знамений времени“, и может казаться, что нельзя порвать с прежним режимом и даже с монархией, не порывая с православием». Именно «такое настроение известных церковных кругов, <…> навлёкшее подозрения Советской власти, тормозило и усилия Святейшего Патриарха установить мирные отношения Церкви с Советским правительством».
- «Послание» констатирует, что «только кабинетные мечтатели могут думать, что такое огромное общество, как наша Православная Церковь со всей Её организацией, может существовать в государстве спокойно, закрывшись от власти» и предлагает «людям указанного настроения» «или переломить себя и, оставив свои политические симпатии дома, приносить в Церковь только веру и работать с нами только во имя веры; или <…> по крайней мере, не мешать нам, устранившись временно от дела». Вместе с тем, выражалось уверенность, что «они опять и очень скоро возвратятся работать с нами, убедившись, что изменилось лишь отношение к власти, а вера и православно-христианская жизнь остаются незыблемы».
- «Послание» отмечает, что в таких условиях «вопрос о духовенстве, ушедшем с эмигрантами за границу» принимает «особенную остроту». Говорится, что Архиерейский Синод РПЦЗ был упразднён Патриархом Тихоном по причине заявлений, сильно вредивших «отношениям между правительством и Церковью», но «продолжает существовать, политически не меняясь, а в последнее время своими притязаниями на власть даже расколол заграничное церковное общество на два лагеря» (имеется ввиду отделение митрополита Евлогия от Архиерейского Синода и последующее запрещение последним).
- «Послание» информирует, что «мы потребовали от заграничного духовенства дать письменное обязательство в полной лояльности к Советскому правительству во всей своей общественной деятельности. Не давшие такого обязательства или нарушившие его будут исключены из состава клира, подведомственного Московской Патриархии. Думаем, что, размежевавшись, так, мы будем обеспечены от всяких неожиданностей из-за границы. С другой стороны, наше постановление, может быть, заставит многих задуматься, не пора ли и им пересмотреть вопрос о своих отношениях к Советской власти, чтобы не порывать со своей родной Церковью и Родиной».
- «Послание» выражает надежду на возможность созыва «нашего Второго Поместного Собора» (после Всероссийского Поместного Собора 1917—1918 годов; обновленческие поместные соборы 1923 и 1925 годов таким образом не признавались), «который изберёт нам уже не временное, а постоянное центральное церковное управление». Выражалось «твёрдое убеждение, что наш будущий Собор, разрешив многие наболевшие вопросы нашей внутренней церковной жизни, в то же время своим соборным разумом и голосом даст окончательное одобрение и предпринятому нами делу». Этой надежде суждено было сбыться лишь через 16 лет — в 1943 году.
- «Послание» завершается просьбой к архипастырям, пастырям, братьям и сёстрам: «помогите нам каждый в своём чину вашим сочувствием и содействием нашему труду, вашим усердием к делу Божию, вашей преданностью и послушанием Святой Церкви, в особенности же вашими за нас молитвами ко Господу, да даст Он нам успешно и Богоугодно совершить возложенное на нас дело к славе Его Святого имени, к пользе Святой нашей Православной Церкви и к нашему общему спасению».

## Реакция

### Обновленцы
Обновленческий Синод расценил Декларацию как свою «идеологическую победу на фронте общественно-церковных отношений, как они понимались нами и тихоновцами».

При раскрытии этого послания следует обратить внимание на следующее:
1) М.Сергий свидетельствует, что у него «изменилось отношение к Власти», если же до сих пор отношение к власти было неправильное, преступное, то безусловно правы синодалы, что до сих пор не хотели иметь ничего общего с таким руководителем.
2) М.Сергий и теперь не может претендовать на общее признание в качестве церковного руководителя, потому что церковным деятелям непонятно, какие новые факты церковной жизни побудили М.Сергия изменить свое отношение к Власти; если рассмотреть это, как «исполнение воли почившего патриарха» (о чем говорит сам митрополит Сергий), то почему же он не выполнял ее в течение 1.5 лет, в течение которых он считает себя «по жребию» временным заместителем Первосвятителя нашей Церкви. Изменение отношения к Власти есть, повидимому «гнилая» попытка со стороны митрополита Сергия «укрепить» свое положение перед лицом отклонившихся от него епископов, работающих как по линии ВЦС, так и по линии канонического Св. Синода.
И в этой попытке самоукрепления — вновь недальновидность церковного руководителя, в прежнее время привыкшего заискиванием «у власть имущих» закреплять свое положение (Митрополит Сергий и в «Распутинском» Синоде, и в обновленном «Львовском», и в «патриаршем», и во ВЦУ) и забывающего, что политическими декларациями не купить церковного положения у той Власти, которая строго стоит на принципе отделения Церкви от Государства.
3) М.Сергий, умноживший собою, с точки зрения даже самих епископов патриаршей Церкви (см. Воззвание ВЦС, брошюру еп. Бориса и др.) число «похитителей Церковной власти», если хочет, чтобы церковь «о Господе радовалась» и чтобы ему самому богоугодно совершить возложенное на него дело к славе Его Святого Имени, пользе Святой нашей Православной Церкви и к нашему общему спасению", должен иметь мужество, после того как он признал единственно православным соборный путь разрешения всех больных вопросов, созданных потрясениями церковной жизни в период 1917-22 гг. признать правильными же и напряженное строительство Св. Синодом легальной Православной Церкви, имеющей и каноническое общение с Православным Востоком (порванное у «сергиевцев») и легально не только центральное, но и епархиальные управления (к чему еще стремятся сергиевцы), созданные не путем подбора «по моему приглашению», а на соборных началах церковного доверия и выборности.
В результате всего м. Сергию, усматривающему «везде» (кроме жизни церкви) «Десницу Божию», следует вспомнить свое всенародное заявление от июня 1922 г., что в силу сложившихся обстоятельств церковной жизни единственно каноничным Административно-Церковным Органом являлось тогда ВЦУ, а теперь Св. Синод, соборным разумом Православной Русской Церкви, поставленный на стражу Св. Православия в условиях государственной действительности; и войти самому и призвать свою «Сергиевщину» в каноническое общение со Св. Синодом, предоставив разрешение всех «больных» вопросов будущему «целокупному», «двустороннему» Поместному Собору.

А. И. Введенский, выступая по этому вопросу на пленуме обновленческого Священного Синода в ноябре 1927 года, отмечал: «С точки зрения новой позиции сергеевщины, мы должны видеть оправдание нашей позиции. Воистину велика и наша радость, староцерковники поистине наши ученики, если не очень одарённые, то весьма усердные, превзошедшие в ревности своей по отношению к вчера ещё отвергаемой и поносимой власти учителей своих». В циркуляре Иркутского епархиального управления Декларация митрополита Сергия была расценена как «идеологическая победа обновленческих сил» на фронте общественно-церковных отношений: «Воззвание свидетельствует о полном признании главой „Сергиевщины“ положений Собора 1923 года, декларировавших нормальные отношения церкви с советской государственностью и совершившейся социальной революцией». Обновленческий архиепископ Чувашский Тимофей (Зайков) в обращении к пастырям и верующим отмечал, что «староцерковники не будут теперь клеймить Синодальную церковь разного рода кличками „красные“, „советские“, „изменники“ и даже „чекисты“ или „агенты ГПУ“». Однако «Декларация» не привела к примирению с обновленцами.

### Патриаршая церковь
Первоначальная реакция на «Послание» в среде Церкви (в СССР) не была резко критической. Ситуацию обострил указ Сергия от 21 октября 1927 года о поминовении властей по формуле: «О богохранимой стране нашей, о властях и воинстве ея, да тихое и безмолвное житие поживем во всяком благочестии и чистоте» и об отмене поминовения епархиальных архиереев, находящихся в ссылке. К концу 1927 года основная организованная оппозиция курсу митрополита Сергия сложилась вокруг Ленинградского митрополита Иосифа (Петровых), находившегося тогда в Ростове: его сторонники часто именуются иосифлянами. Ряд других епископов стали выражать сомнения в правильности выбранной митрополитом Сергием линии. Основной причиной недовольства явилось то, что Заместитель Патриаршего Местоблюстителя допустил вмешательство гражданских властей в кадровую политику: проведение епископских хиротоний с согласия государственных органов, перемещение архиереев по политическим мотивам, замещение кафедр осуждённых епископов и т. п.
Если прежде архиереи, томившиеся в тюрьмах, лагерях и ссылках, оставались на своих кафедрах, что расценивалось правительством как своеобразная форма протеста против произвола властей, теперь сосланных и заключённых епископов увольняли на покой, а при возвращении из лагерей и ссылок давали назначение в дальние епархии, поскольку освобождённым архиереям, как правило, не разрешалось возвращение в свои епархии. Становилось ясно, что «Декларация» повлекла за собой не только легализацию Церкви, но и реальные изменения в кадровой политике самой Патриархии. Именно эти меры стали предметом глубокого недовольства в большей степени, чем сам текст «Декларации», но критике заодно подвергалось и её содержание.

Об отношении к декларации Патриаршего местоблюстителя митрополита Петра (Полянского) историк Александр Мазырин пишет следующее:
Митрополит Петр, находясь в приполярной глуши, не сразу смог получить достаточную информацию, чтобы определить свое отношение к новой политике своего заместителя. Лишь в 1929 г., благодаря самоотверженности епископа Дамаскина (Цедрика) и его помощников, доставивших в Хэ необходимые документы, Местоблюститель обрел возможность вполне сформулировать свою позицию. Сделал он это в письме митрополиту Сергию в декабре 1929 г. «Мне тяжело перечислять, — писал Местоблюститель заместителю, — все подробности отрицательного отношения к Вашему управлению, о чем раздаются протесты и вопли со стороны верующих, от иерархов до мирян. Картина церк[овного] разорения изображается потрясающая. Долг и совесть не позволяют мне оставаться безучастным к такому прискорбному явлению. Побуждаюсь обратиться к Вашему В[ысокопреосвященст]ву с убедительнейшей просьбой исправить допущенную ошибку, поставившую Ц[ерко]вь в унизительное положение, вызвавшую в ней раздоры и разделения, и омрачившую репутацию её предстоятелей; равным образом прошу устранить и прочие мероприятия, превысившие Ваши полномочия».
 Послание Соловецких епископов, одобряя «самый факт обращения Высшего Церковного Учреждения к правительству с заверением о лояльности Церкви в отношении советской власти во всем, что касается гражданского законодательства и управления», не могло «принять и одобрить послания в его целом» и заключает, что «Высшая Церковная Власть, ручаясь за лояльность Церкви в отношении к государству, открыто должна будет заявить правительству, что Церковь не может мириться с вмешательством в область чисто церковных отношений государства, враждебного религии».
Значительная часть духовенства, отвергшая «Декларацию», не спешила порывать каноническое общение с митрополитом Сергием. Некоторые из них ограничивались не возношением его имени за богослужением, — так называемые непоминающие. Другие продолжали поминовение митрополита Сергия, не поминая советскую власть. Наиболее известной группой таких умеренных оппозиционеров в Москве были даниловцы (по имени московского Данилова монастыря), а также мечёвцы — по имени настоятеля московского храма Николы в Клённиках на Маросейке протоиерея Сергия Мечёва. Впоследствии многие священнослужители, отказавшиеся от поминовения советской власти за богослужением, были запрещены Синодом митрополита Сергия в священнослужении. Так 11 марта 1930 года был отправлен под запрет митр. Кирилл (Смирнов). 3 декабря 1931 весь приход протоиерея Сергия Мечёва был «отлучён от православной церкви и запрещён в священнослужении».
Даниловец архимандрит Поликарп (Соловьёв) на допросе 1937 г. так вспоминал об этом:
В 1931 г. […] митрополитом Сергием мы были запрещены в священнослужении и вместе с бывшей общиной исключены из ведения патриархии. Причиной этого было неисполнение указа синода о поминовении на богослужении Советской власти и уклонение от общины (видимо, от общения. — Ред.) с членами синода. Это поминовение мы признавали неправильным, поскольку Советская власть есть атеистическая и церковь отделена от государства. Декларации митр. Сергия мы не сочувствовали, так как Советская власть придерживается идеологии материалистической, атеистической, значит антицерковной.
Некоторые архиереи, не согласные с действиями митрополита Сергия и его Синода, подавали митрополиту Сергию прошение об уходе на покой, которое удовлетворялось. Однако зачастую таковые продолжали вести деятельность по противостоянию курсу митрополита Сергия. Епископы Синезий (Зарубин) и Николай (Голубев) впоследствии вернулись к управлению епархиями, разорвав общение с митрополитом Сергием.
18 сентября 1929 году митрополит Сергий и его Синод издали Постановление «об отношении к священнодействиям, совершенным раскольничьим клиром». В нём утверждалось, что таинства духовенства, находящегося в состоянии запрещения и отделившегося от митрополита Сергия недействительны. «Умерших в указанных расколах не следует, хотя бы и по усиленной просьбе родственников, отпевать, как и не следует совершать по них заупокойную литургию».
В 1967 году православный правозащитник и в дальнейшем политзаключённый Борис Талантов написал статью «Сергиевщина или приспособленчество к атеизму (Иродова закваска)», получившую распространение в самиздате, в которой говорил: «Коммунистическая партия увидела в этом обращении слабость Церкви, готовность нового Церковного Управления исполнять беспрекословно любые приказания гражданской власти, готовность выдать на произвол властей, под видом контрреволюционеров церковнослужителей, дерзнувших обличать произвол и насилия. <…> Объективно это обращение и последующая деятельность Митрополита Сергия была предательством Церкви. <…> Что же Митрополит Сергий спас своим приспособленчеством и чудовищной ложью? К началу Второй Мировой войны в каждой области осталось от многих сотен церквей 5-10, большинство священников и почти все епископы (за исключением немногих, сотрудничавших с властями подобно митрополиту Сергию) были замучены в концлагерях. Таким образом, Митрополит Сергий своим приспособленчеством и ложью никого и ничего не спас, кроме своей собственной особы. В глазах верующих он потерял всякий авторитет»

### Зарубежье
Декларация была решительно отвергнута руководством и большинством членов Русской церкви за пределами СССР (РПЦЗ) и служила с тех пор фундаментальным декларируемым препятствием к чаемому с обеих сторон воссоединению с Церковью в России. В дальнейшем раскол между двумя частями Церкви углублялся, оформившись в известные 16 препятствий митрополита Филарета (Вознесенского), которые делало воссоединение на тот момент невозможным.
Обретение Московской Патриархией в СССР официального правового статуса дало повод для признания митрополита Сергия временным Главой Русской Церкви со стороны восточных патриархов. 21 октября Патриарх Иерусалимский Дамиан и 12 ноября Патриарх Антиохийский Григорий IV (Хаддад) отправили соответствующие послания митрополиту Сергию. 7 декабря Патриарх Константинопольский Василий III, до того признававший канонической властью Русской Церкви лишь обновленческий Синод, обратился к Заместителю Патриаршего Местоблюстителя с призывом к примирению с обновленцами ради восстановления единства Церкви

### Реакция властей
После издания «Декларации» Высшее церковное управление получило от государственных властей в августе 1927 года уже постоянную официальную легализацию.
Власти использовали декларацию 1927 года как одно из средств для борьбы с церковной оппозицией ГПУ. При аресте агент ГПУ спрашивал епископа или священника: «Как вы относитесь к Декларации митрополита Сергия?»; при отрицательном ответе, данный епископ признавался контрреволюционером и брался под стражу. Однако с началом 1930-х годов власти постепенно перестали делать различия между «сергиевцами», непоминающими, обновленцами и другими течениями, приступив к планомерному подавлению любой религиозной активности. Из подписавших «Декларацию» в 1936—1938 годы один (Филипп (Гумилевский)) умер в тюрьме, двое (Серафим (Александров) и Павел (Борисовский)) были расстреляны, один (Константин (Дьяков)) забит до смерти на допросе, один (Анатолий (Грисюк)) умер в лагере и лишь трое (митрополиты Сергий (Страгородский) и Алексий (Симанский) и архиепископ Сергий (Гришин) дожили до созыва Архиерейского собора в сентябре 1943 года.

## Пересмотр отношения к декларации в Московском Патриархате
В 1945 году патриарх Алексий (Симанский) направил в США архиепископа Ярославского Алексия (Сергеева) для переговоров с Митрополитом Феофилом о возобновлении канонической связи с Московской Патриархией. При этом вопрос о лояльности впервые был снят «во избежание неправильного истолкования». Через 15 лет патриарх дезавуировал пункт декларации, касающийся предоставления письменных обязательств о полной лояльности к советскому правительству, применительно к духовенству и верующим Американского континента (Экзархата Северной и Южной Америки): «… духовенство и верующие Экзархата — лояльные граждане США, Канады или других американских стран /…/ ваши церковные отношения к Московскому Патриарху основаны только и исключительно на требованиях церковных канонов».
В 1974 году Русская православная церковь в Послании Патриарха Пимена и Священного Синода «к находящимся в церковном расколе, именующем себя „Русская Зарубежная Церковь“» отменила требование о лояльности советской власти:

Мы не зовём вас к тому, чтобы вы перестали быть лояльными гражданами тех государств, которые предоставили вам возможность жить на их территории или в которых вы родились. Мы не намерены требовать от вас того, что для вас психологически невозможно, то есть какой-либо непосильной ломки ваших политических убеждений и переходе к полному единообразию мыслей, настроения и поведения с сынами Церкви Российской, живущими в глубоком единстве со всеми гражданами своей Родины и считающими единственно разумной и возможной нормой своего поведения (как граждане, и как носители имени Христова), то, что завещано им Святейшими Патриархами Тихоном и Сергием. Мы зовём вас к единению в том, что выше всякой земной политики и не доступно для чисто человеческих разномыслий или разногласий. Это — мистическая жизнь во Христе и со Христом, мир, дарованный Господом (Иоан. 14:27) святое евхаристическое общение.

В немногочисленных церковных изданиях вплоть до конца 1980-х годов если и содержались краткие обзоры новейшей истории Русской Церкви, то без рассмотрения вопросов, связанных с оппозицией курсу митрополита Сергия. На Поместном Соборе 1988 года в докладе, посвящённом истории Русской Церкви, зачитанном митрополитом Киевским Филаретом (Денисенко), говорилось о Декларации митрополита Сергия 1927 года и приводились выдержки из неё, но не было ни слова о том, какую реакцию вызвала в церковных кругах эта Декларация и ассоциируемая с ней политика Заместителя Местоблюстителя.
Архиерейский собор Русской православной церкви 25—27 октября 1990 года в своём Воззвании заявил, что Церковь не считает себя связанной Декларацией митрополита Сергия 1927 года, но при этом подчеркнул:

<…> Со всею определённостью мы обязаны подчеркнуть, что Декларация 1927 г. не содержит ничего такого, что было бы противно Слову Божию, содержало бы ересь, и таким образом, давало бы повод к отходу от принявшего её органа церковного управления.

В интервью газете Известия 10 июня 1991 года (опубликовано полностью в ЖМП, 1991, № 10, стр. 5-8) на вопрос о его отношении к Декларации митрополита Сергия Патриарх Алексий II ответил :

<…> заявление митрополита Сергия, конечно, нельзя назвать добровольным, ибо ему, находившемуся под страшным давлением, пришлось заявить вещи, далёкие от истины, ради спасения людей. Сегодня же мы можем сказать, что неправда замешана в его Декларации. Декларация ставила своей целью «поставить Церковь в правильные отношения к советскому правительству». Но эти отношения, а в Декларации они ясно обрисовываются как подчинение Церкви интересам государственной политики, как раз не являются правильными с точки зрения Церкви. <…> Надо признать, что Декларация не ставит Церковь в «правильное» отношение к государству, а, напротив, уничтожает ту дистанцию, которая даже в демократическом обществе должна быть между государством и Церковью, чтобы государство не дышало на Церковь и не заражало её своим дыханием, духом принудительности и безмолвности. <…>
Что же касается моей защиты этой Декларации, то надо помнить, что критика Декларации в основном была направлена против слов: «мы хотим считать Советский Союз нашей гражданской Родиной, радости которой — наши радости и беды которой — наши беды». Противники Декларации утверждали, что таким заявлением радости атеистического государства отождествляются с радостями Церкви. Это действительно получалось бы абсурдно. Но ведь в Декларации нет слова «которого», то есть государства, Советского Союза, а есть слово «которой», соотносимое со словом «Родина». То есть речь идёт о Родине, радости которой независимо от политического режима, господствующего в ней или над ней, действительно радуют и Церковь. Поэтому это положение Декларации я всё время отстаивал, согласен я с ним и сегодня. Что же касается остальных положений Декларации… Мы не спешили на словах отказываться от неё, пока на деле, в жизни не смогли занять действительно независимую позицию. За этот год, я считаю, мы реально смогли выйти из-под навязчивой опеки государства, и потому теперь, имея как факт нашу дистанцированность от него, мы имеем нравственное право сказать, что Декларация митрополита Сергия в целом ушла в прошлое и что мы не руководствуемся ею.

Тезис о недопустимости вмешательства государства в духовную жизнь Церкви содержится в документе «Основы социальной концепции Русской Православной Церкви», принятом на юбилейном Архиерейском соборе 2000 года.
Как отмечает протоиерей Владислав Цыпин в «Православной энциклопедии», «Сама форма „Декларации“ — документа, лишённого регламентирующего характера, являющегося не определением или постановлением, а именно декларацией, делает излишним постановку вопроса о его отмене или дезавуировании».